# Jaksa Gryfita
Jaksa Gryfita, Jaksa z Miechowa of Jaxa Gryfita (1120-1176) was een Poolse edelman, możnowładca en kruisridder. Hij was vermoedelijk een telg van het Poolse adellijk geslacht Gryfici-Świebodów.
Jaksa Gryfita stichtte in 1162 het Norbertijnenklooster van Krakau en ging op kruistocht. Een jaar later stichtte hij het Klooster van de Orde van het Heilig Graf van Jeruzalem in Miechów. Dit klooster werd een belangrijke epicentrum van de kruistochtbeweging in Polen en tevens bedevaartsoord.
Jaksa Gryfita is in het klooster van Miechów begraven. Zijn levensverhaal is in de 15e-eeuwse Annalen van Miechów beschreven. Sommige historici denken dat Jaksa Gryfita en Jaxa van Köpenick één en dezelfde persoon zijn.

## Galerij

Familiewapen van het geslacht Gryfici
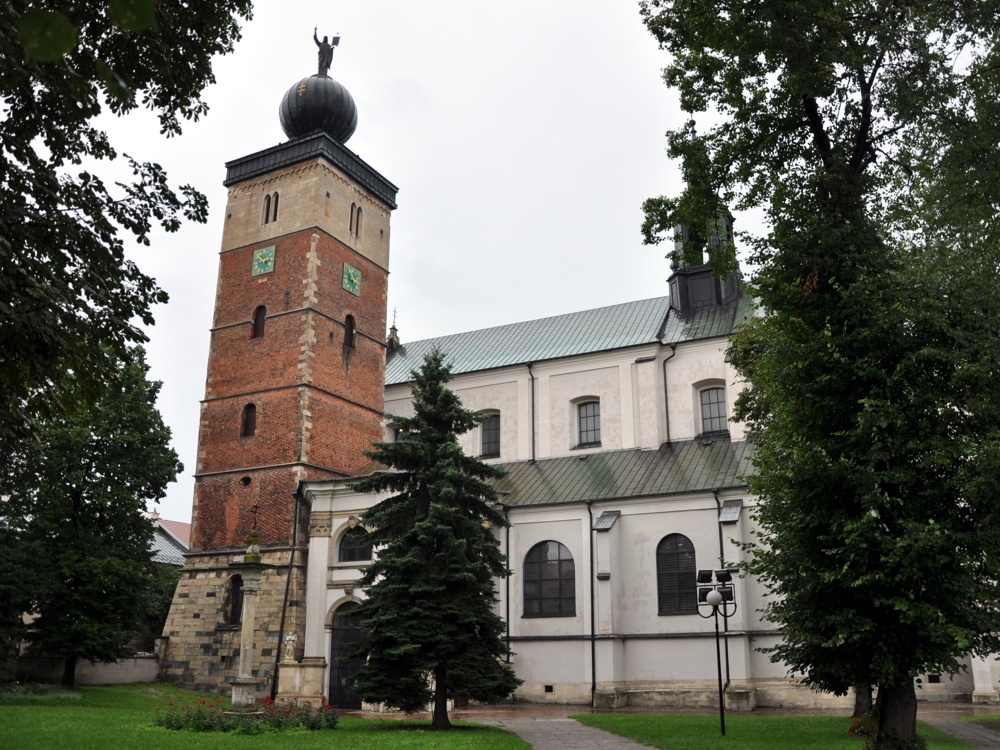
Klooster van Miechów
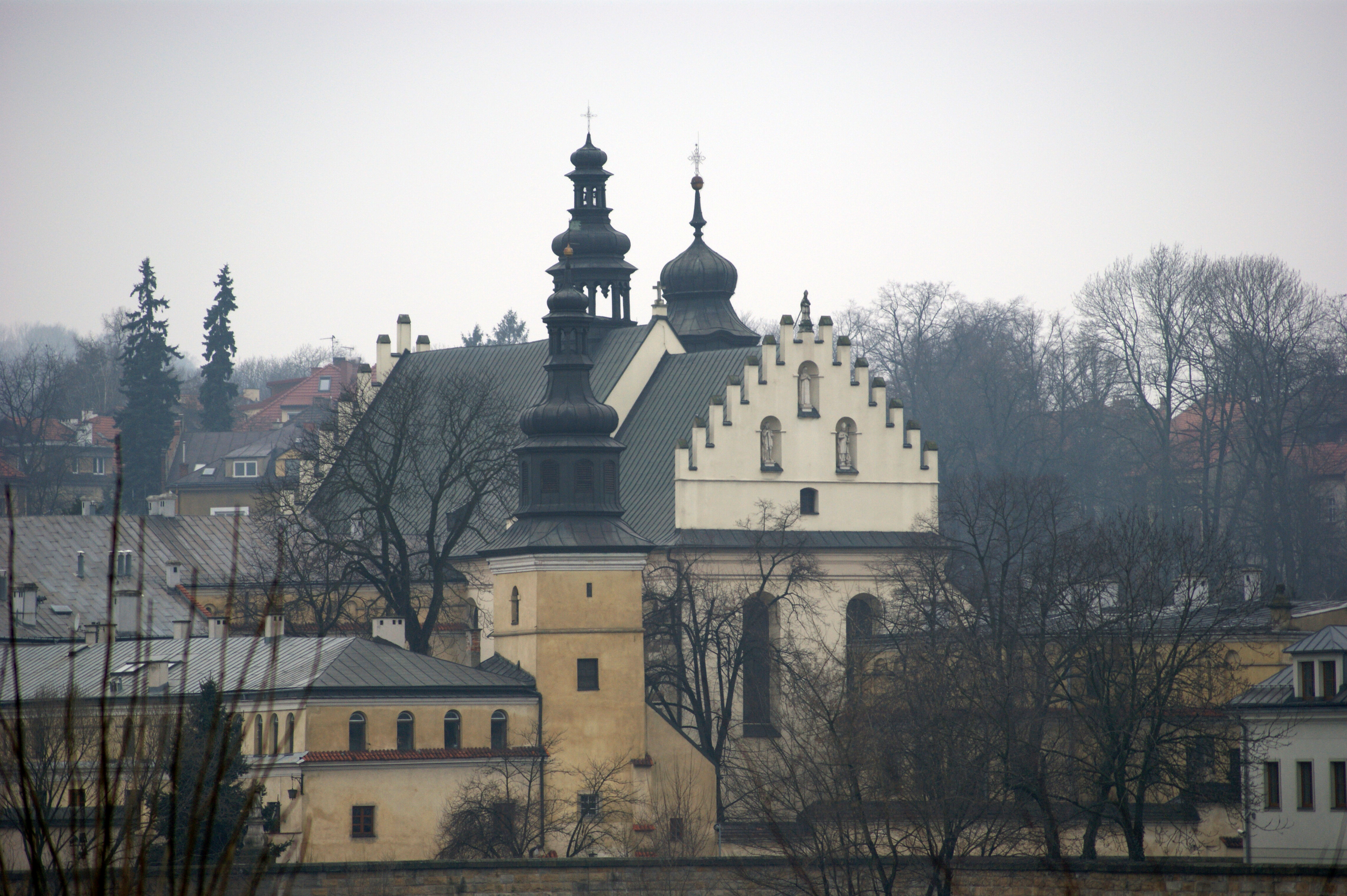
Norbertijnenklooster van Krakau